# Северноалтайские языки
Северно-алта́йские языки (диалекты) — традиционно невыделяющаяся в качестве самостоятельной ветви тюркская диалектная группа. Входящие в её состав идиомы фактически взаимопонятны как диалекты одного языка (северно-алтайского).
В классификации А. Н. Самойловича объединяются с карлукско-хорезмийскими под названием карлукских.

## Состав
Выделяются следующие диалекты:
- тубаларский — реки Катунь, Бия, Уймень, Пыжа, Большая и Малая Иша, Сары- и Кара-Кокшы, Майма; Турочакский и Чойский районы (аймаки) Республики Алтай;
- кумандинский — реки Бия, Лебедь, Балыксу; Турочакский район (аймак) Республики Алтай, Алтайский край, Кемеровская область;
- челканский — реки Лебедь и Байгол; Турочакский и Чойский районы (аймаки) Республики Алтай;

Предположительно, близко к ним стоят
- кондомский шорский — реки Кондома и Томь; Кемеровская область, на границе с Хакасией и Республикой Алтай;
- нижнечулымский — река Чулым; Томская область (в основном Асиновский и Зырянский районы). В настоящее время известен только 1 носитель.

Вероятно, ряд сибирско-татарских диалектов исторически ближе к северноалтайской, чем к южноалтайской группе.

## Классификация
Традиционно три первые диалекта объединяются в зависимости от точки зрения в северно-алтайский язык или северно-алтайские диалекты алтайского языка; кондомский шорский объединяется с мрасским шорским, несмотря на это, признается его близость с первыми тремя; нижнечулымский объединяют со среднечулымским (сопоставляют также с барабинским наречием татарского языка). В конечном счете все эти диалекты традиционно причисляются к хакасской группе (а вместе с ними и киргизско-кыпчакские киргизский и южноалтайский языки), что, однако, сомнительно ввиду рефлексации пратюркского интервокального -d- как -j- (в хакасской группе представлены рефлексы -z-, реже -d-). В то же самое время отмечается сходство фонетики нижнечулымского и барабинского.

### Основания для выделения в самостоятельную группу
Северно-алтайские языки (диалекты) не принадлежат к кыпчакским языкам, в отличие от киргизско-кыпчакских, также они не являются огузскими или карлукскими, иначе говоря, образуют самостоятельную ветвь западнотюркских. Характеризуются следующими признаками:
- последовательная рефлексация пратюркского интервокального -d- и конечного в виде -j-;
- распространение озвончения интервокальных согласных на спиранты -s- и -š- (по такому признаку они объединяются с южноалтайским, хакасскими и саянскими);
- отсутствие шумных звонких начальных согласных, за исключением тубаларского диалекта, в котором возможны начальные b- и ď- или ģ- на месте стандартного тюркского j-;
- отсутствие или непоследовательное развитие губного гласного сингармонизма;
- сохранение в большинстве случаев проточного и взрывного -g (в кыпчакских происходит последовательное развитие -g > -w/-j с возможными дальнейшими преобразованиями);
- употребление в отложительном падеже узкого гласного y/i вместо широкого a/e.

В качестве самостоятельной языковой группы северно-алтайские языки выделены в классификации Александра Самойловича как чагатайские, объединяясь с собственно чагатайскими, и у Талата Текина как VI группа taγlïγ (всего у него их 12) в таком составе: североалтайские диалекты, кондомский, нижнетомский (то есть нижнечулымский) языки.

## Письменность
Нижнечулымский язык литературной нормы и письменности не имеет, так же как и хакасский среднечулымский (в разработке). Но выделяется в качестве наиболее существенного говор деревни Перевоз.
Первый шорский букварь был издан в 1885 году, в течение XX века письменность несколько раз менялась. Современный алфавит на основе кириллицы, но в качестве литературной нормы используется хакасский среднечулымский диалект. Кроме того, шорский в основном функционирует в качестве бытового языка.
В качестве литературной нормы носители тубаларского, кумандинского и челканского диалектов используют южно-алтайский язык, разработанный на основе алтайского южного диалекта. Письменность для южно-алтайского языка была разработана в 1840-е годы и несколько раз менялась в течение XX века. В 1990—2000 годах были составлены алфавиты для тубаларского и южно-алтайского телеутского диалектов (для телеутского фактически восстановлен).